# Ronny Rooster & hans vänner
Ronny Rooster & hans vänner är ett barnalbum från 1996 av Ronny Rooster. Albumet belönades som årets barnalbum på Grammisgalan 1997.
Bakom musiken ligger Peder Ernerot som bland annat varit medlem i Just D.

## Låtlista
1. "Intro"
2. "Du har mjäll"
3. "Smutsiga kalsonger"
4. "Lilla masken Martin"
5. "Dan Raider theme"
6. "Låt oss gå till Skansen"
7. "Monsieur Soleil"
8. "Tjejbaciller"
9. "Min dator och jag"
10. "Köttbullelåten"
11. "Da Ronnys dans"
12. "Tomas hade fel"
13. "Fred för jordens barn"